# Mary Inman
Ida Mary Inman (Kentucky, 11 de junho de 1894 – 1985), mais conhecida como Mary Inman, foi uma ativista política e escritora americana. Inman é notável por seu livro de 1940 intitulado In Woman's Defense, que foi um esforço pioneiro para legitimar o trabalho doméstico associado ao trabalho doméstico como campo digno e respeitável do esforço humano.

## Biografia

### Primeiros anos
Ida Mary Inman, conhecida por seus amigos como "Mary", nasceu em 11 de junho de 1894 no estado de Kentucky. Ela era a caçula de nove filhos. Em 1900, a família mudou-se para o Território Indígena, parte do atual Oklahoma, e Mary Inman permaneceu lá pelos próximos 17 anos.
A mãe de Inman morreu em 1905 e sua irmã mais velha a seguiu dois anos depois, forçando Mary a começar a assumir tarefas domésticas primárias para a grande família durante sua juventude.
Durante a primeira década do século XX, Oklahoma foi um foco de atividade para o Partido Socialista da América e em 1910, quando ela tinha apenas 16 anos, Inman se juntou a essa organização. Ela conheceu seu futuro marido, J. Frank Ryan, um organizador ligada a União dos Petrolíferos do Sindicato dos Trabalhadores Industriais do Mundo (abreviado do inglês: IWW), não por muito tempo. Posteriormente, ambos tiveram um longo namoro antes que os dois se casarem em julho de 1917. A lua de mel teve vida curta, no entanto, como o sentimento anti-Wobbly ficou mais amargo e violento durante os anos de guerra, explodindo após a supressão da Rebelião do Milho Verde de agosto de 1917, que foi atribuída à IWW na imprensa. Em novembro de 1917, o casal se viu forçado a fugir de Tulsa para evitar vigilantes anti-IWW.
Inman e seu marido se mudaram para Kansas City, em Missouri, onde uma tentativa de manter os agentes do governo e vigilantes anti-IWW afastados, eles assumiram o sobrenome de Mary em vez do dele. Esta medida temporária foi, posteriormente, formalizada por Mary e Frank com uma mudança legal de nome.

### In Woman's Defense
Embora não haja uma data exata ou motivo para sua mudança, em algum momento Mary e Frank Inman se mudaram para o sul da Califórnia, onde se tornaram ativos no Partido Comunista dos EUA (abreviado do inglês: CPUSA). Frank foi trabalhar para a Pacific Telephone and Telegraph Company e Mary alugou um pequeno escritório em Los Angeles, onde começou a escrever um livro sobre o trabalho das mulheres, enfatizando o trabalho das mulheres em casa como uma atividade digna. O manuscrito de 600 páginas foi concluído em 1936, mas foi inicialmente rejeitado pelo CPUSA como insatisfatório para a imprensa do partido. Em vez disso, Inman começou a trabalhar com o ex-comunista Wobbly, Harrison George, então editor do jornal do partido na Costa Oeste, People's World, com sede em São Francisco, cidade e condado da Califórnia. George começou a publicar o manuscrito de Inman em parcelas semanais no jornal.
Em 1940, esses artigos publicados foram reunidos em capa dura como um livro intitulado In Woman's Defense. Várias impressões foram necessárias para atender a demanda pela obra.
In Woman's Defense baseou-se na experiência de Inman quando jovem cuidando da casa para seu pai e irmãos. Inman expandiu a observação da líder feminina do CPUSA, Margaret Cowl, de que "todas as mulheres estão em uma posição desigual com os homens em todos os países", argumentando que, além da exploração que sofreram com base em sua posição de classe, as mulheres como todos eram também membros de um grupo social superexplorado com base em seu gênero.
Embora o trabalho de Inman tenha sido recebido, calorosamente, por várias líderes femininas comunistas, incluindo Elizabeth Gurley Flynn e Ella Reeve Bloor, o clima mudou em 1941, quando a liderança do CPUSA iniciou um ataque oficial ao trabalho de Inman por suposto desvio ideológico. Uma série de artigos escritos contra as ideias de Inman apareceu no mensal literário do partido, The New Masses, e a polêmica foi ampliada com a publicação de um panfleto de A. Landy, Marxism and the Woman Question.
Apesar da hostilidade por parte do Partido Comunista, Inman avançou com a publicação de outro livro em 1942, Woman Power, uma obra que incorporou o restante de seu manuscrito de 1936.

### Ativismo político
De 1943 a 1946, Inman publicou e editou um jornal chamado Facts for Women, no qual incorporou grande parte de sua energia jornalística. Entre as ideias não realizadas de Inman estava o desejo de formar uma organização de donas de casa chamada Sindicato dos Trabalhadores da Produção de Força de Trabalho (donas de casa).
O afastamento de Inman do Partido Comunista atingiu seu pico em 1949, quando ela publicou uma amarga polêmica mimeografada contra a política do CPUSA em relação às mulheres, intitulada Treze Anos de Desvio do CPUSA na Questão da Mulher.
O último livro de Inman foi publicado em 1964, intitulado The Two Forms of Production Under Capitalism. Inman permaneceu dedicado à chamada "Questão da Mulher", envolvendo o secretário-geral do CPUSA, Gus Hall, com uma carta de 66 páginas em 1972 e escrevendo um longo artigo para a revista teórica do partido, Political Affairs, em 1973.

### Morte e legado
Os papéis de Mary Inman estão guardados em cinco caixas de arquivo, uma pasta e um volume fólio na Biblioteca Arthur e Elizabeth Schlesinger sobre a História das Mulheres na América na Universidade de Harvard em Cambridge, Massachusetts. O uso deste material é aberto a pesquisadores.

## Obras publicadas
- "The Role of the Housewife in Social Production (1940)". Viewpoint Magazine 5, outubro de 2015.(em inglês)
- In Woman's Defense. Los Angeles: Committee to Organize the Advancement of Women, 1940. (em inglês)
- Woman Power. Los Angeles: Committee to Organize the Advancement of Women, 1942. (em inglês)
- Thirteen Years of CPUSA Misleadership on the Woman Question: Documented. Los Angeles: Mary Inman, 1949. (em inglês)
- The Two Forms of Production under Capitalism. Long Beach, CA: n.p., 1964. (em inglês)